# Stephen Evans (Ruderer)
Stephen „Steve“ Frederick Evans (* 24. September 1962 in Sydney) ist ein ehemaliger australischer Ruderer. 1984 gewann er mit dem australischen Achter eine olympische Bronzemedaille und 1986 war er Weltmeister mit dem Achter.

## Sportliche Karriere
Der 1,87 m große Stephen Evans rückte 1984 in den australischen Achter. Bei den Olympischen Spielen in Los Angeles trat der australische Achter mit Craig Muller, Clyde Hefer, Samuel Patten, Timothy Willoughby, Ian Edmunds, James Battersby, Ion Popa, Stephen Evans und Steuermann Gavin Thredgold an und gewann Bronze hinter den Booten aus Kanada und aus den Vereinigten Staaten.
1986 gewann Stephen Evans bei den Commonwealth Games 1986 in Edinburgh den Titel mit dem australischen Achter. Drei Wochen nach den Commonwealth Games wurden in Nottingham die Finalläufe der Weltmeisterschaften 1986 ausgetragen. Die australische Crew mit James Galloway, Malcolm Batten, Andrew Cooper, Mike McKay, Mark Doyle, James Tomkins, Ion Popa, Stephen Evans und Steuermann Dale Caterson siegte mit vier Sekunden Vorsprung vor den Achtern aus der Sowjetunion und aus den Vereinigten Staaten.
Im Jahr darauf ruderte der australische Achter bei den Weltmeisterschaften 1987 in Kopenhagen in der Besetzung Samuel Patten, Malcolm Batten, Hamish McGlashan, Mike McKay, Andrew Cooper, James Tomkins, Mark Doyle, Stephen Evans und Dale Caterson. Hinter den Booten aus den Vereinigten Staaten, Deutschland und Italien belegten die Australier den vierten Platz, nur 0,36 Sekunden hinter den Italienern.
Bei den Olympischen Spielen 1988 in Seoul bildeten James Galloway, Hamish McLachlan, Andrew Cooper, Mike McKay (Ruderer)|Mike McKay, Mark Doyle, James Tomkins, Ion Popa, Stephen Evans und Dale Caterson den australischen Achter. Das Boot erreichte das Finale und belegte den fünften Platz hinter den Booten aus Deutschland, der Sowjetunion, den Vereinigten Staaten und dem Vereinigten Königreich.